# Ammomanes
Ammomanes (woestijnleeuweriken) is een geslacht van zangvogels uit de familie Alaudidae (leeuweriken).

## Soorten
Het geslacht kent de volgende soorten:
- Ammomanes cinctura – Rosse woestijnleeuwerik
- Ammomanes deserti – Woestijnleeuwerik
- Ammomanes phoenicura – Roodstaartwoestijnleeuwerik